# 贝达
贝达（阿拉伯语： （英文：Al Bayda）是位于利比亚东北部绿山省境内的一座城市，人口250000（2010年）。